# Jutta Scherrer
Jutta Scherrer (* 1942 in Berlin) ist eine deutsch-französische Osteuropa-Historikerin mit dem Schwerpunkt russische Geschichte. Sie lehrte lange Zeit als Professorin für Russische Geschichte an der École des Hautes Études en Sciences Sociales in Paris, heute ist sie emeritiert.

## Leben
Scherrer wurde im späteren Ost-Berlin geboren und wuchs dort bis 1958 auf; sie wechselte nach West-Berlin und studierte dann osteuropäische Geschichte, Slawistik und Soziologie an der FU Berlin, in Cambridge/USA und in Paris.
Sie promovierte 1971 mit einer Arbeit Die Petersburger religiös-philosophischen Vereinigungen : die Entwicklung des religiösen Selbstverständnisses ihrer Intelligencija-Mitglieder; (1901 - 1917) an der FU Berlin. Ab 1973 war sie Mitarbeiterin des Pariser Centre National de la Recherche Scientifique (CNRS). Seit 1980 lehrte sie Sozialwissenschaften an der École des Hautes Études. Schwerpunkt ihrer Forschung ist die soziale, politische und kulturelle Geschichte Russlands. Ab 1997 war sie für einen zweijährigen Forschungsaufenthalt am französisch-deutschen Wissenschaftszentrum "Marc Bloch" in Berlin tätig.
Ab 1995 war sie für Universitäten in Moskau und Petersburg beratend tätig und wirkte am Aufbau neuer Institute mit. Sie ist Mitglied des Wissenschaftlichen Beirats der "Europäischen Universität Petersburg".
Scherrer konnte erst seit der Perestroika (1986) wieder nach Russland einreisen. Sie forschte seit dieser Zeit vor allem über die russische "Intelligentsia" und die Entwicklung des Geschichtsbildes nach der Zeit der Sowjetunion. Zahlreiche Artikel schrieb sie in Zeitungen und Zeitschriften wie der ZEIT und etwa "Cicero".

## Veröffentlichungen (Auswahl)
- Requiem für den Roten Oktober. Die russische Intelligenzija im Umbruch, Leipzig : Leipziger Univ.-Verlag 1996, ISBN 3-929031-96-5.
- Kulturologie : Rußland auf der Suche nach einer zivilisatorischen Identität, Göttingen : Wallstein-Verlag 2003, ISBN 3-89244-474-9.